# آنری گسکار
آنری گَسکار (فرانسوی: Henri Gascar‎; زاده ۱۶۳۵ – درگذشته ۱۸ ژانویهٔ ۱۷۰۱) نقاش زن پرتره فرانسوی‌تبار بود که در دوران سلطنت چارلز دوم انگلستان به موفقیت‌های هنری دست یافت. او پیش از بازگشت به پاریس، چهره بسیاری از زنان برجسته دربار را نقاشی کرد. او بعدها به رم نقل مکان کرد و در سال ۱۷۰۱ در آنجا درگذشت.

## نگارخانه

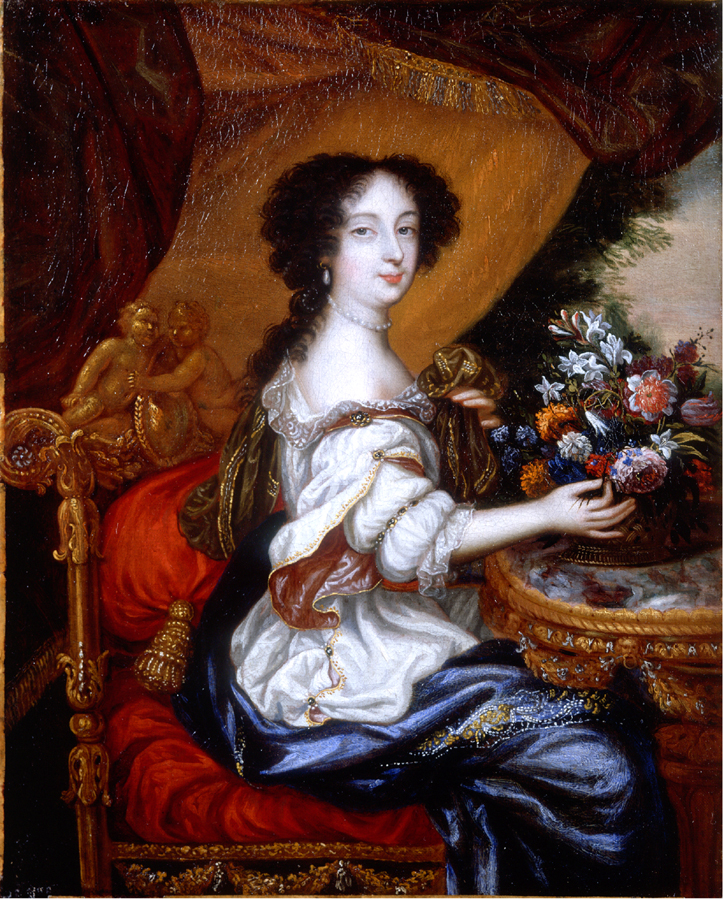
باربارا پالمر، ۱مین دوشس کلیولند
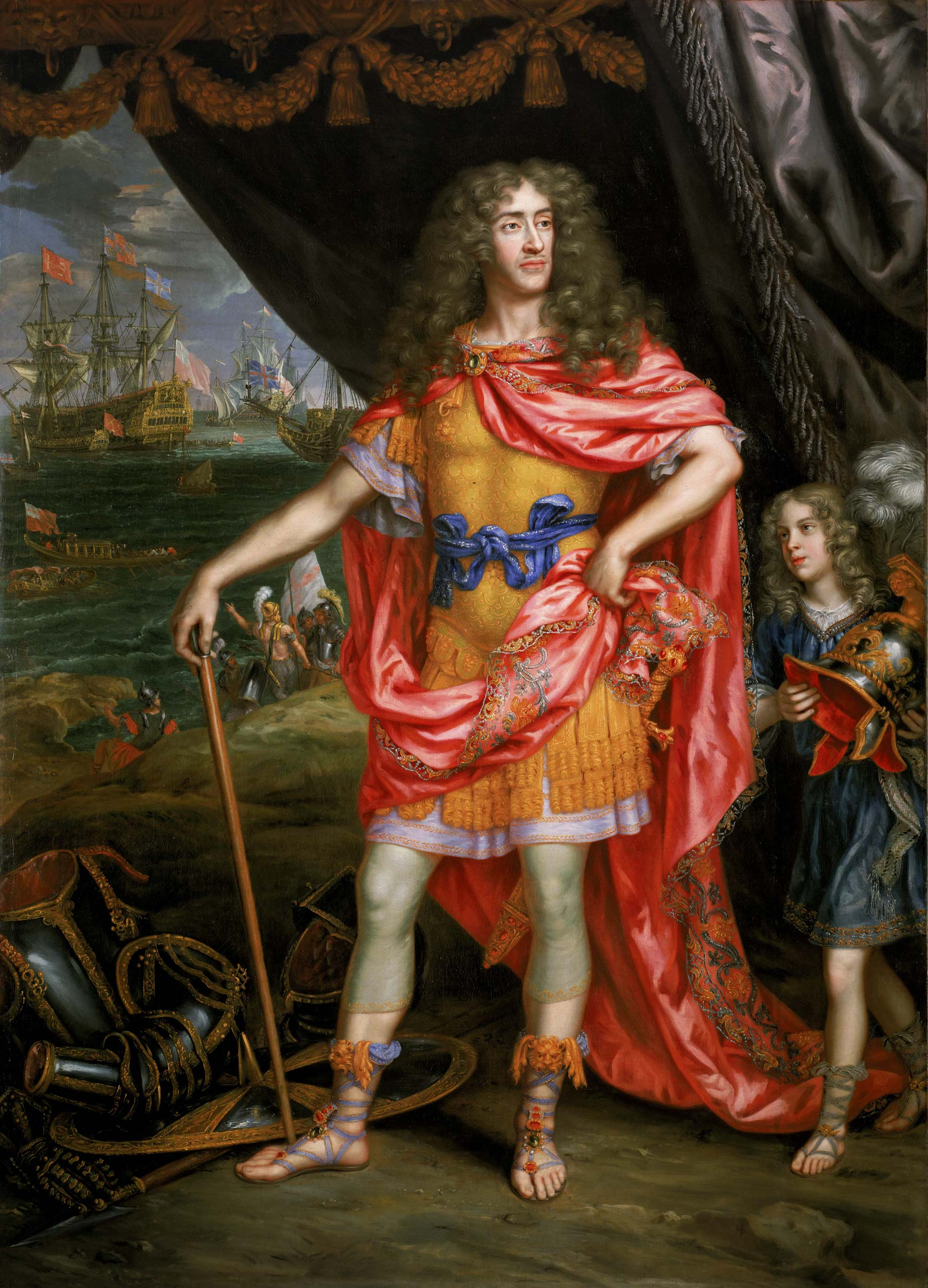
جیمز دوم، پادشاه انگلستان
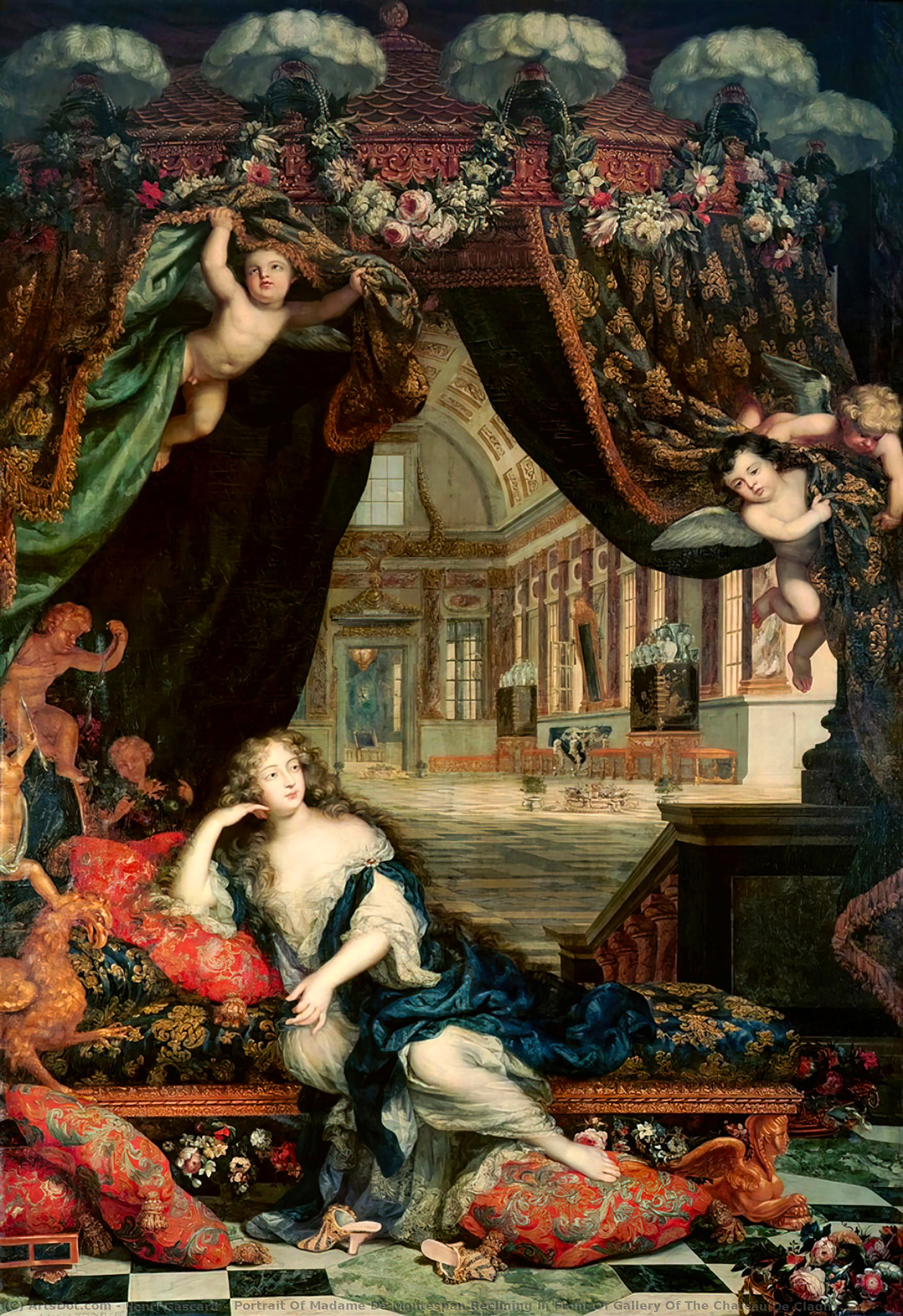
مادام مونتسپا
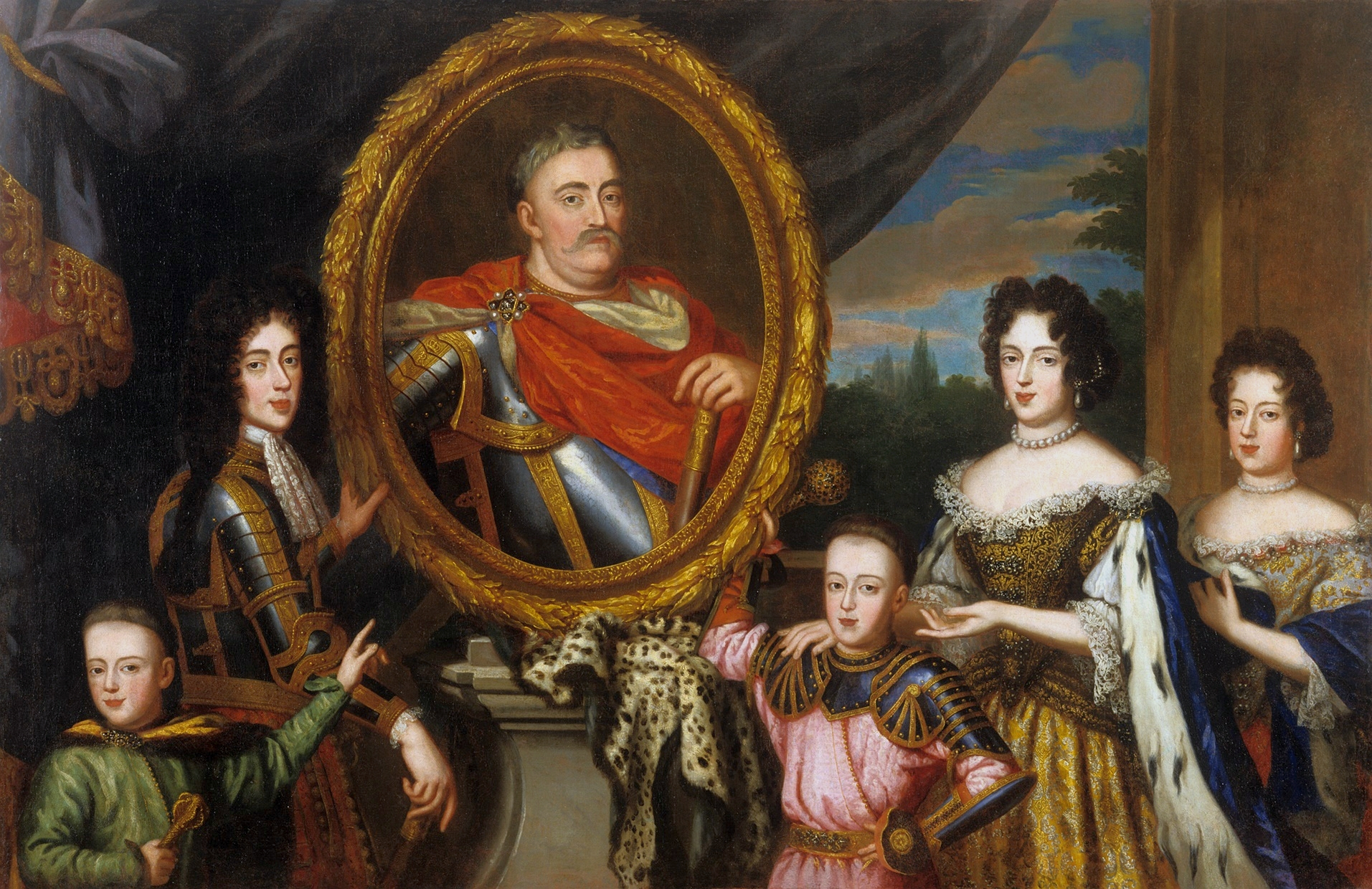
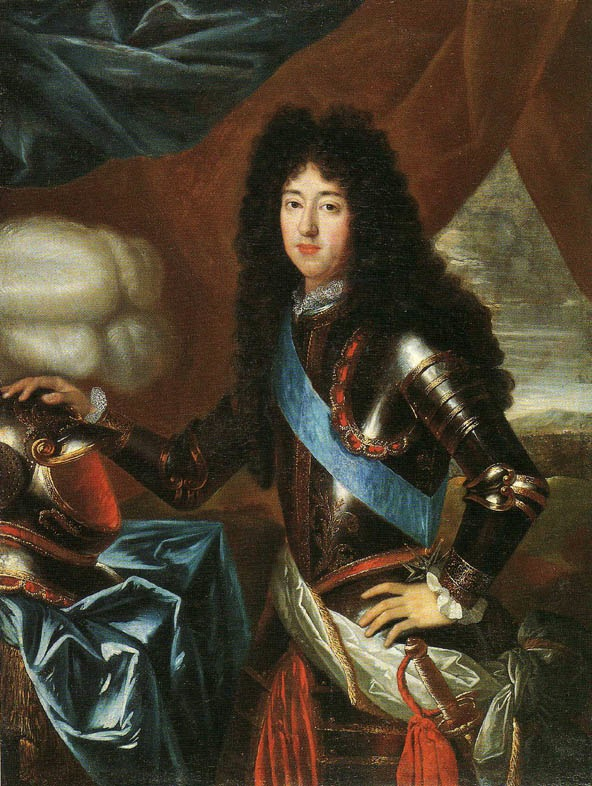
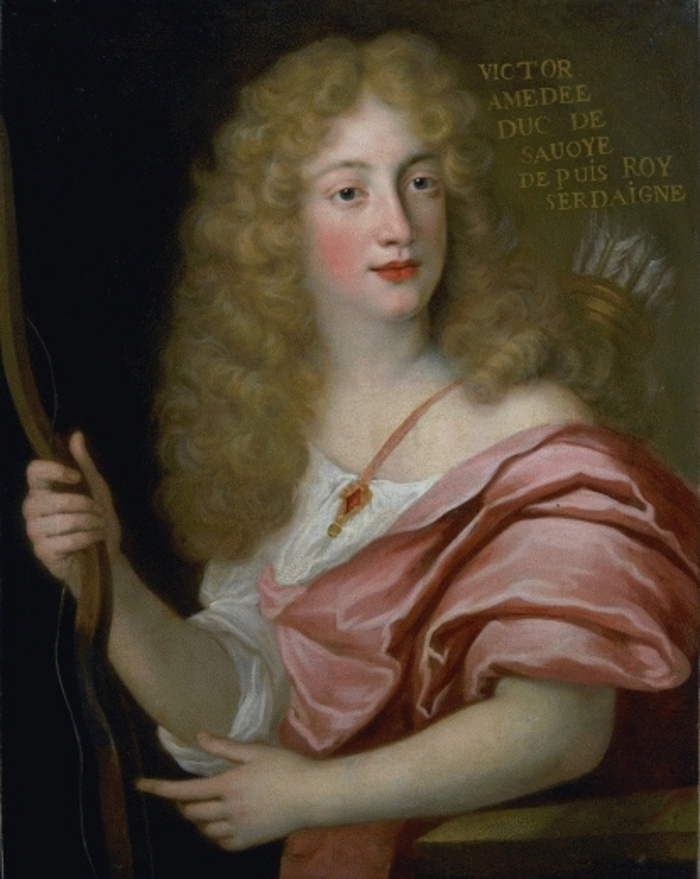
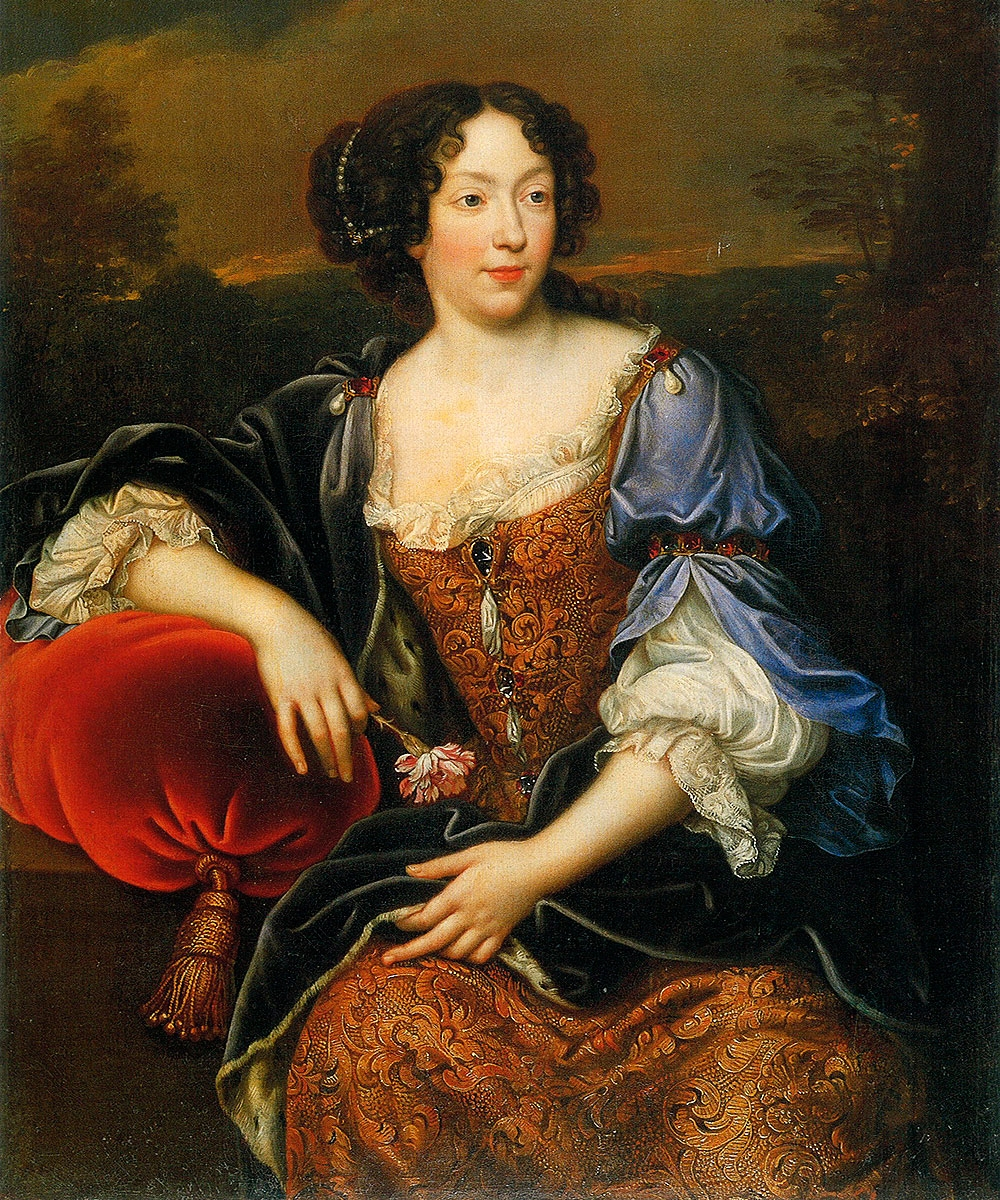